# あにめdawn
『あにめdawn!』（あにめどーん）は、2018年4月13日から富山エフエム放送（FMとやま）で制作・放送されているラジオ番組。放送開始時の番組名は『あにめdawn!!!!』。2020年4月より2024年3月までは『あにめdawn!!!!!』で、末尾の「!」の数を変更している。

## 番組概要

### 2018年4月から2020年3月まで
パーソナリティはタナベマサキとまなつの2人。「最新の話題作や名作アニメを中心にピックアップして、その作品の魅力を深く掘り下げる発信型サブカルコンテンツ！」というコンセプトは変わらないが、「今月のピックアップアニメ」のコーナーが、作品とともに話数もピックアップされている（-2019年6月、映画作品は除く）。また、まなつ主体のコーナー「ジェネプレ」も存在していた。

### 2020年4月放送以降
同番組は、「最新の話題作や名作アニメを中心にピックアップして、その作品の魅力を深く掘り下げる発信型サブカルコンテンツ！」と題し、パーソナリティの タナベマサキ、ひうげこ、たくらの3人でトークセッションを繰り広げる、トークバラエティ番組である。アニメ作品を中心に紹介しているが、漫画やライトノベル、アニソンに関わりのあるアーティストなど、内容はアニメに限定していない。コーナーは、毎月TVアニメ（またはアニメーション映画作品）を1作品ピックアップして、それに関してフリートークする「今月のピックアップアニメ」、ひうげこがリスナーの好きなアニソンに関するメールを紹介する「魁！アニソン塾」、たくらがアニメと関係ない音楽を選曲し、アニメの脚本のようなミニドラマを制作したものをパーソナリティ全員で演じる「dawn!dawn!ビジュアルミュージック」の3つをメインとしている。加えて、スポンサーである明文堂プランナーのインフォメーションのコーナー「めいぶんdawn!」やコメントゲストのコーナー等で構成されている。
なお、2020年9月から2021年3月の「魁！アニソン塾」は、ひうげこ自身が曲を選曲していた。2020年の5月と6月には「Happy Birthday Dream」というひうげこのコーナーが存在した。

### 配信
本放送は、radikoのエリアフリーおよびタイムフリーでの聴取可能である。
また、AuDeeで「今月のピックアップアニメ」のコーナーと、配信限定コーナー「ばれるdawn!」、番組ADミヤによるおススメ映画情報紹介等で再編された「あにめdawn!!!!!」Audee版も聴取可能である。

## パーソナリティー
- タナベマサキ（2018年4月 - ）
- ひうげこ（2020年4月 - ）
- 日向みさき （2025年4月 - ）

### 過去
- まなつ（2018年4月 - 2020年3月）
- たくら（2020年4月 - 2024年3月）
- かおる（2024年4月 - 2025年3月）

## 放送時間
本放送
- 毎月第2金曜日 20:00 - 20:55（2018年4月13日 - ）

AuDee版
- 放送翌日から2日後に配信（不定期）